# 마키아고데나
마키아고데나(이탈리아어: Macchiagodena)는 이탈리아 몰리세주 이세르니아도의 코무네다. 아펜니노산맥 고지대에 위치해있다.